# Saífa Arade
Niuaja Cristo (em amárico: ንዋየ ክርስቶስ; romaniz.: niwaye kirisitosi; lit. "O receptáculo de Cristo") foi imperador da Etiópia (nəgusä nägäst) de 1344 a 1372. Seu nome de trono era Saífa Arade (Sayfa Ared; lit. "espada do terror"). Membro da dinastia salomónica, foi o filho mais velho de Ámeda-Sion I.  

## Reinado
Saífa Arade esteve presente na campanha de seu pai contra Sale, um homem santo de Mora, que ocorreu depois que este derrubou a rebelião de Sabredim I de Ifate. Depois que Ámeda-Sion voltou de suas campanhas Saífa Arade assumiu o controle do exército 
Um dos primeiros atos de Saífa Arade foi nomear um novo governador para Ifate, que como de costume, foi selecionado dentro da dinastia dominante local. Sua escolha recaiu sobre Amade ibne Ali neto de Sabredim, que havia sido o primeiro a se revoltar contra o império. Sabredim, e a maioria dos outros membros da família dominante, foram presos. Ele ficou detido por oito anos, mas depois retornou ao seu antigo governo, no lugar de seu neto. Enquanto isso, Amade foi convocado para a Corte Imperial. 
Um dos filhos de Amade, Haquedim II, foi ganhando destaque. Ele se dedicou ao aprendizado, mas provocou o descontentamento de seu avô Ali ibne Sabredim e de um dos filho deste último, Mola Asfá. Esses dois funcionários do estado cristão etíope não gostavam de Haquedim por considerar o pai dele Amade como um traidor. Haquedim acabou sendo expulso de Zeilá (capital de Ifate) e vagou pela província por algum tempo, antes de finalmente ganhar a proteção de outro governador local, e passou a trabalhar como coletor de impostos. Haquedim provou ser um administrador bem-sucedido e ganhou um grande grupo de seguidores. Mais tarde, ele se rebelou e matou o governador que o designara, depois disso reuniu seus soldados e lançou uma insurreição contra seu tio Mola Asfá. 
Ao saber desta ameaça, Asfá pediu ajuda a Saífa Arade, que despachou uma grande força com 30.000 soldados contra o rebelde. Seguiu-se uma batalha feroz da qual Haquedim saiu vitorioso. Asfá foi posto em fuga e novamente procurou a ajuda do imperador, que o enviou de volta com outro exército considerável, que aniquilou as tropas de Haquedim, mas este conseguiu escapar. Mola Asfá estava entre os muitos mortos. E quando as tropas imperiais entraram em Zeilá, encontraram Ali ibne Sabredim liderando a residência e sofrendo com a morte de seu filho favorito. 
Haquedim e seus seguidores  foram para a região de Xoa; onde construíram uma nova cidade chamada Uaal. Que se tornaria o embrião do futuro Sultanato de Adal. A antiga capital de Ifate então começou a declinar e logo foi abandonada. 
Apesar de suas ações anteriores contra a Igreja Etíope, no final de seu reinado ajudou enfaticamente o Patriarca de Alexandria Marco IV (1348-1363), que havia sido preso por Sale Sale, o sultão do Egito. De um lado Saífa Arade começou a aprisionar os comerciantes egípcios em seu reino; por outro iniciou uma marchar contra o Egito à frente de um exército numeroso. A tradição afirma que o patriarca Marco foi libertado e enviou uma delegação para convencer o imperador a retornar ao seu reino. Saífa Arade voltou, mas ele manteve a delegação com ele como seus convidados relutantes. 
Saífa Arade também reconstruiu da antiga igreja Debra Egueziaber (montanha do Senhor), com vista para o Lago Haique.   Sobrevivem cópias de três cartas compostas pela primeira vez durante seu reinado, que G.W.B. Huntingford usa como evidência de que seu governo se estendia até o norte, como nas antigas províncias de Seraé (na atual região de Debub, sul da Eritreia) e Tigré (norte da Etiópia). 
Saífa Arade veio a falecer em 1372  e foi sucedido por seu filho mais velho Niuaja-Mariam (Udem Asfar). 